# Пасифик-Рим
Национальная парковая резервация Пасифик-Рим (англ. Pacific Rim National Park Reserve, фр. Réserve de parc national Pacific Rim) — национальный парк Канады, расположенный на островах на юго-западе канадской провинции Британская Колумбия.

## Физико-географическая характеристика
Национальная парковая резервация Пасифик-Рим включает в себя три географических региона: 16-километровый пляж Лонг-Бич на берегу залива Уиканинниш-Бей, более сотни островов и скал архипелага Брокен-Груп-Айлендс в заливе Баркли-Саунд, 75-километровый маршрут, проложенный по влажным лесам, песчаным пляжам, пещерам и водопадам западного побережья Уэст-Кост-Трейл.
Лонг-Бич расположен на западном побережье острова Ванкувер между деревнями Юклулет и Тофино. К нему ведёт автомобильная трасса от Порт-Элберни протяжённостью 108 км. Группа островов Брокен-Груп-Айлендс расположена в заливе Баркли-Саунд. Добраться до них можно только водным транспортом, который обычно отходит от залива Токуорт-Бей, расположенного в 12 км от трассы между Порт-Элберни и деревнями Юклулет и Тофино. Кроме того, возможен отдых на каяках, ряд транспортных компаний предоставляют услуги по доставке туристов со снаряжением на архипелаг и обратно. Уэст-Кост-Трейл протянулся между деревнями Бэмфилд и Порт-Ренфру.
Кроме того, парк включает прибрежную полосу моря шириной более 18 метров.

## Флора и фауна
Существенное влияние на растительный и животный мир региона оказывает климат, который характеризуется сильными дождями и умеренными температурами на протяжении всего года. Влажные леса в основном представлены такими видами как ель ситхинская (Picea sitchensis), тсуга западная (Tsuga heterophylla), пихта миловидная (Abies amabilis) и туя складчатая (Thuja plicata). В лесах водятся барибал (Ursus americanus), чернохвостый олень (Odocoileus hemionus columbianus), пума (Puma concolor), американская куница (Martes americana), а также выдровые и беличьи.
Прибрежные воды богаты рыбами и беспозвоночными. Растительный мир в основном представлен Macrocystis pyrifera.